# وايت وورث
جامعة وايت وورث هي جامعة مسيحية خاصة تابعة للكنيسة المشيخية (الولايات المتحدة الأمريكية) في سبوكان، واشنطن. تأسست في عام 1890، وتسجل وايت وورث أكثر من 3000 طالب وتقدم أكثر من 100 برنامج جامعي وما بعد التخرج.